# Rylands-Saki
Der Rylands-Saki (Pithecia rylandsi) ist eine Primatenart aus der Gruppe der Neuweltaffen, die im nördlichen Bolivien im Departament Pando und im südöstlichen Peru in der Region Madre de Dios, sowie eventuell auch im angrenzenden Teil Brasiliens (Rondônia und Südwesten von Mato Grosso) vorkommt. Sie ist damit die am weitesten südlich vorkommende Sakiart.

## Merkmale

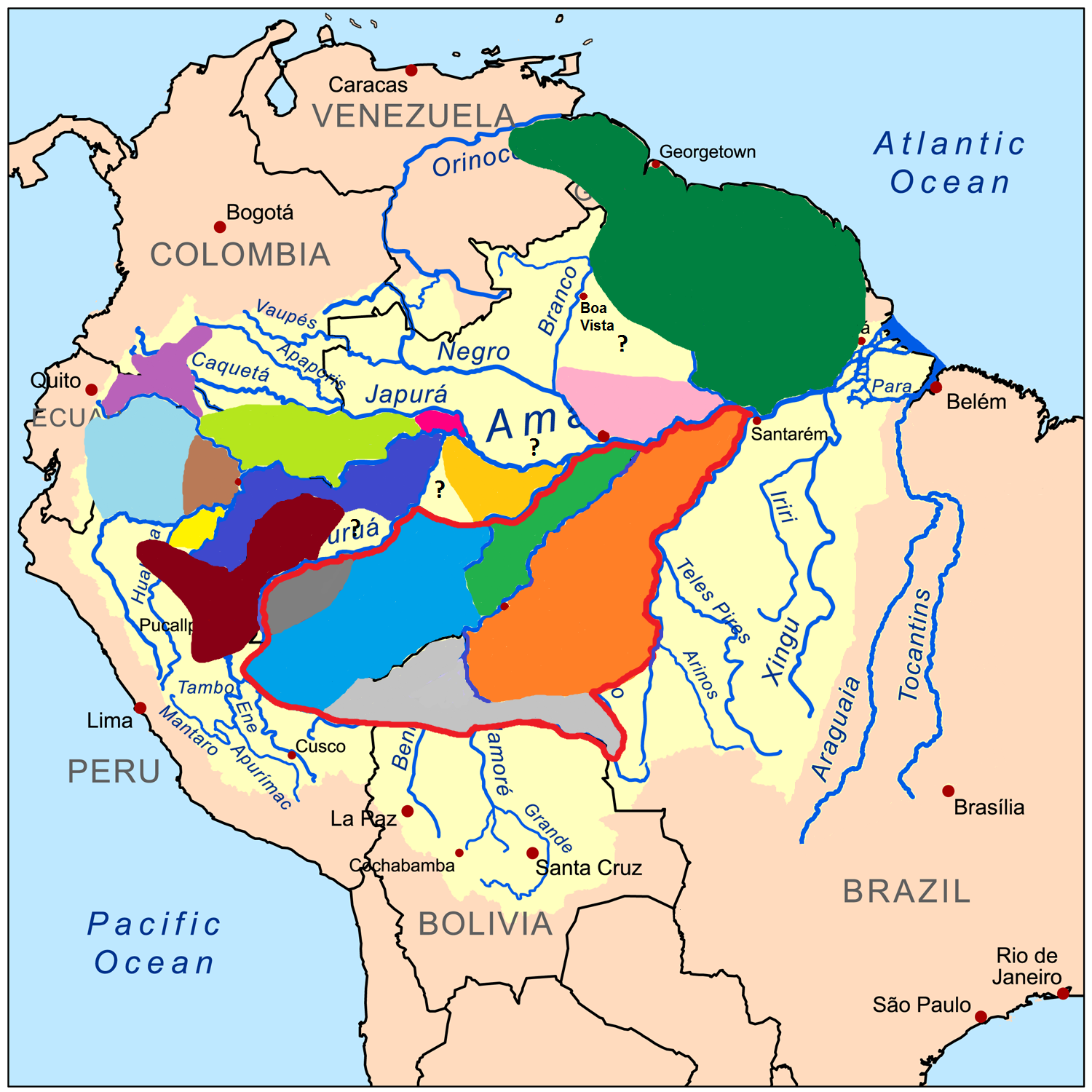
Verbreitungsgebiete der Sakiaffen in Amazonien (Rot umrandet – die irrorata-Gruppe (Nacktgesichtsakis)):
Pithecia rylandsi

Der Rylands-Saki gehört zu den größten Sakiarten, genaue Messungen liegen bisher aber nicht vor. Wie alle Sakis haben sie ein zotteliges, raues Fell. Die Behaarung der Oberseite des Kopfes ähnelt einer Haube, der Schwanz, der nicht zum Greifen, sondern zur Balance verwendet wird, ist durchgängig behaart und buschig. Jungtiere sind schwärzlich, ausgewachsene Exemplare sind grau-weiß gefärbt. Mit zunehmendem Alter werden die Affen immer heller, bis sie fast völlig weiß sind. Das Gesicht ist unbehaart und schwarz. Die Mundregion wird von haarigen, weißen Linien begrenzt, die bei Weibchen etwas breiter sind als bei den Männchen, bei denen sie oft auch fehlen. Die Vorderarme der Weibchen können eine gelbliche oder blonde Tönung aufweisen; diese Färbung kann sich auch bis auf die Brust erstrecken.

## Systematik
Der Rylands-Saki wurde erst 2014 in einer Revision der Sakis durch Laura K. Marsh beschrieben und nach Anthony Rylands, einem für Conservation International und die International Union for the Conservation of Nature arbeitenden Primatenexperten und früheren Professor der Universidade Federal de Minas Gerais, benannt. Die verschiedenen bekannten Populationen Rylands-Sakis wurden vorher unterschiedlichen Sakiarten zugerechnet.